# Village Inn
Village Inn (произносится «Вилладж Инн») — сеть ресторанов общественного питания в США. Рестораны этой компании знамениты своими завтраками, которые включают в себя панкейки на пахте, крепы, омлеты и яйца. В добавление к этому, они предоставляют разнообразные салаты, сэндвичи, бургеры и ланчи. «Вилладж Инн» выиграла большое количество наград от американской организации, занимающейся сохранением национальных традиций изготовления хлебобулочных изделий (American Pie Council, APC).
Компанией-учредителем для этой сети ресторанов является американская холдинг-компания «Американ Блю Риббон» (American Blue Ribbon Holdings) со штаб-квартирой в Нэшвилле, штат Теннесси. Согласно веб-сайту компании «Вилладж Инн», в США находится 206 ресторанов.

## История
Компания «Вилладж Инн» была основана Джеймсом Молой и Мертоном Андерсоном, и первый ресторан «Вилладж Инн Панкейк Хаус» (Village Inn Pancake House) был открыт в Денвере в 1958 г. Компания была зарегистрирована как корпорация «Вилладж Инн Панкейк Хаус» (Village Inn Pancake House, Inc) в декабре 1959 г., а продажа франшиз началась в 1961 г. Первый ресторан, работающий по франшизе, был открыт Доу Шервудом в Тампе. В 1982 г. компания «Вилладж Инн» была зарегистрирована на бирже как корпорация «Рестораны ВИКОРП» (VICORP Restaurants, Inc).
В 1984 г. «ВИКОРП» приобрела 71 ресторан компании «Ральсон Пурина» (Ralson Purina) и 175 ресторанов «Sambo's» в штатах Калифорния, Аризона и Флорида. Рестораны, находившиеся в Калифорнии, были переименованы в «Бейкерс Сквэр» (Bakers Square), а рестораны в Аризоне и Флориде – в «Вилладж Инн». Однако эти изменения привели к снижению прибыли компании, и к 1989 году пятнадцать ресторанов во Флориде закрылись.
К концу 1980-х годов название «Панкейк Хаус» перестало использоваться, так как в дополнение к завтраку «Вилладж Инн» начали предлагать обед и ужин. В начале 1990-х годов все рестораны цепи «Вилладж Инн» подверглись масштабному обновлению, в результате которого появились новые зеленые мансардные крыши и неоновые вывески. В мае 2001 года инвестиционные фирмы «Голднер Хоун Джонсон & Моррисон» (Goldner Hawn Johnson & Morrison, Inc.) и «БанкБостон Кэпитал» (BancBoston Capital) приобрели «ВИКОРП», и компания с тех пор стала частной.
В конце 1993 года компания «ВИКОРП» приобрела права на владение небольшой цепи ресторанов во Флориде под названием «Энджелс Дайнер» (Angel’s Diner). Они выкупили её у Эрика Холма. К сожалению, он также продал права на «Голден Коррал» (Golden Corral), и компания «ВИКОРП» была вынуждена выплатить «Голден Коррал» 1 миллион долларов, чтобы оставить за собой исключительные права на владение. Целью было преобразовать рестораны «Вилладж Инн» и «Бейкерс Сквэр». Открыв семь новых ресторанов, руководители «ВИКОРП» поняли, что идея не окупилась, более того они понесли убыток в 11 миллионов долларов. В этот период Эрик Холм объявил себя банкротом.
3 апреля 2008 года компания «ВИКОРП» объявила себя банкротом согласно статье 11 Государственного кодекса о банкротстве. Они закрыли 56 своих ресторанов, в результате чего количество ресторанов «Вилладж Инн» и «Бейкерс Сквэр» снизилось до 343.
В 2009 году холдинговая компания «Американ Блю Риббон» приобрела активы «ВИКОРП», а также активы «Вилладж Инн» и «Бейкерс Сквэр».
В 2010 году в ресторанах «Вилладж Инн» начали менять вывески. К 2011 году почти во всех ресторанах были новые вывески. Форма вывески не изменилась, но название стало занимать меньше места, и изменился шрифт его написания.  В нижней части вывески изображен желтый полукруг с буквами «vi» внутри и с маленькими точками по краю.